# 異儲型種子
異儲型種子（又稱為非正儲型種子）為在移地保育的狀態下無法在乾燥或低溫下生存的種子類型。這類型的種子在沒有經過處理的狀況下無法適應乾燥與低於10°C以下的低溫，因此，它们無法像正儲型種子那樣長時間保存 ，因為它們會失去活力。 會生產異儲型種子的植物，包括 酪梨、芒果、羅漢果、荔枝、 可可、橡膠樹，一些園藝樹種、以及水生植物，例如 藍睡蓮。 一般來說，大多數熱帶植物品種的種子屬於異儲型種子。

## 保存
異儲型種子的保存仍處於試驗階段。 一些方法包括：
- 將整粒種子經由抗凍溶液處理後放到液態氮中保存[2]。